# 三明市第八中学
三明市第八中学，简称三明八中，是中华人民共和国福建省三明市梅列区的初级中学，于1971年7月创办。前身为红武学校初中班，1981年7月更名为三明市第八中学，2018年2月更名为三明二中总校三明八中分校。

## 历史
- 1971年7月创办，前身为红武学校初中班。[1]
- 1981年7月，学校更名为三明市第八中学。
- 1986年8月，与三明纺织厂职工子弟学校合并。
- 1997年7月，与三明重机厂子弟学校合并。
- 2017年8月，与三明市第二中学实行“总校制”办学，学校更名为“三明二中总校三明八中分校”。[2]
- 2019年10月，被福建省教育厅评为福建省教育教改示范性建设学校。[3]
- 2023年2月，与上海市国和中学开展教育合作。[4][5]
- 2024年，与邵武市实验中学开展教育合作。[6][7]

## 学校荣誉
- 福建省教育教改示范性建设学校[3]
- 福建省义务教育管理标准化学校
- 入选2015-2017年度省级文明校园[8]
- 入选2018-2020年度省级文明校园[9]

## 相关链接
- 三明八中官方网站 [永久]（页面存档备份，存于）